# Žizdrinskij rajon
Lo Žizdrinskij rajon (in russo Жиздринский район?) è un rajon dell'Oblast' di Kaluga, nella Russia europea; il capoluogo è Žizdra. Istituito nel 1929, ricopre una superficie di 1.250 chilometri quadrati.